# Brštica
Brštica (em cirílico: Брштица) é uma vila da Sérvia localizada no município de Krupanj, pertencente ao distrito de Mačva, na região de Rađevina. A sua população era de 1098 habitantes segundo o censo de 2011.

## Demografia
| 1948  | 1953  | 1961  | 1971  | 1981  | 1991  | 2002  | 2011  |
| ----- | ----- | ----- | ----- | ----- | ----- | ----- | ----- |
| 1 080 | 1 213 | 1 352 | 1 222 | 1 186 | 1 243 | 1 254 | 1 098 |